# Oberhausen Hauptbahnhof
Oberhausen Hauptbahnhof (Duitse: Oberhausen Hoofdstation, kort: Oberhausen Hbf) is het hoofdstation of centraal station van de Duitse stad Oberhausen, in de Duitse deelstaat Noordrijn-Westfalen. De ICE- en IC-treinen stoppen op dit station.
Het eerste station op deze plek werd in 1847 geopend, tegelijkertijd met de opening van de Köln-Mindener-Eisenbahn. Het huidige stationsgebouw werd in de periode 1930-1934 gebouwd.

## Lijnen

### Regional-Express
| Serie        | Treinsoort                          | Route | Bijzonderheden        |
| ------------ | ----------------------------------- | --- | --------------------- |
| RE 3         | Regional-Express (Eurobahn)         | Hamm (Westf) – Dortmund Hbf – Castrop-Rauxel Hbf – Herne – Wanne-Eickel Hbf – Gelsenkirchen Hbf – Oberhausen Hbf – Duisburg Hbf – Düsseldorf Hbf | Rhein-Emscher-Express |
| RE 5 (RRX)   | Regional-Express (National Express) | Wesel – Oberhausen Hbf – Duisburg Hbf – Düsseldorf Hbf – Köln Hbf – Bonn Hbf – Remagen – Andernach – Koblenz Hbf                                 | Rhein-Express         |
| 20000 RE 19  | Regional-Express (VIAS)             | Arnhem Centraal – Zevenaar – Emmerich-Elten – Emmerich – Wesel – Oberhausen Hbf – Duisburg Hbf – Düsseldorf Flughafen – Düsseldorf Hbf           | Rhein-IJssel-Express  |
| 20000 RE 19a | Regional-Express (VIAS)             | Bocholt – Dingden – Hamminkeln – Blumenkamp – Wesel – Oberhausen Hbf – Duisburg Hbf – Düsseldorf Flughafen – Düsseldorf Hbf                      | Bocholter Bahn        |

### Regionalbahn
| Serie | Treinsoort                  | Route | Bijzonderheden                                     |
| ----- | --------------------------- | --- | -------------------------------------------------- |
| RB 35 | Regionalbahn (VIAS)         | Wesel – Dinslaken – Oberhausen Hbf – Duisburg Hbf – Rheinhausen – Krefeld Hbf – Viersen – Mönchengladbach Hbf | Emscher-Niederrhein-Bahn                           |
| RB 36 | Regionalbahn (NordWestBahn) | Duisburg-Ruhrort – Duisburg-Meiderich Süd – Duisburg-Meiderich Ost – Duisburg-Obermeiderich – Oberhausen Hbf  | Ruhrort-Bahn 2x per uur, 1x per uur in het weekend |
| RB 44 | Regionalbahn (NordWestBahn) | Oberhausen Hbf – Oberhausen-Osterfeld Süd – Bottrop Hbf – Gladbeck West – Dorsten                             | Der Dorstener                                      |

### S-Bahn
| Serie | Treinsoort            | Route | Bijzonderheden |
| ----- | --------------------- | --- | -------------- |
| S 2   | S-Bahn (DB Regio NRW) | Duisburg Hbf – Oberhausen Hbf – Essen-Altenessen – (Essen Hbf – / ) Gelsenkirchen Hbf – Wanne-Eickel Hbf – (Recklinghausen Hbf – / ) Herne – Castrop-Rauxel Hbf – Dortmund Hbf |                |
| S 3   | S-Bahn (DB Regio NRW) | Oberhausen Hbf – Mülheim (Ruhr) Hbf – Essen Hbf – Hattingen (Ruhr) Mitte |                |

## Fotogalerij

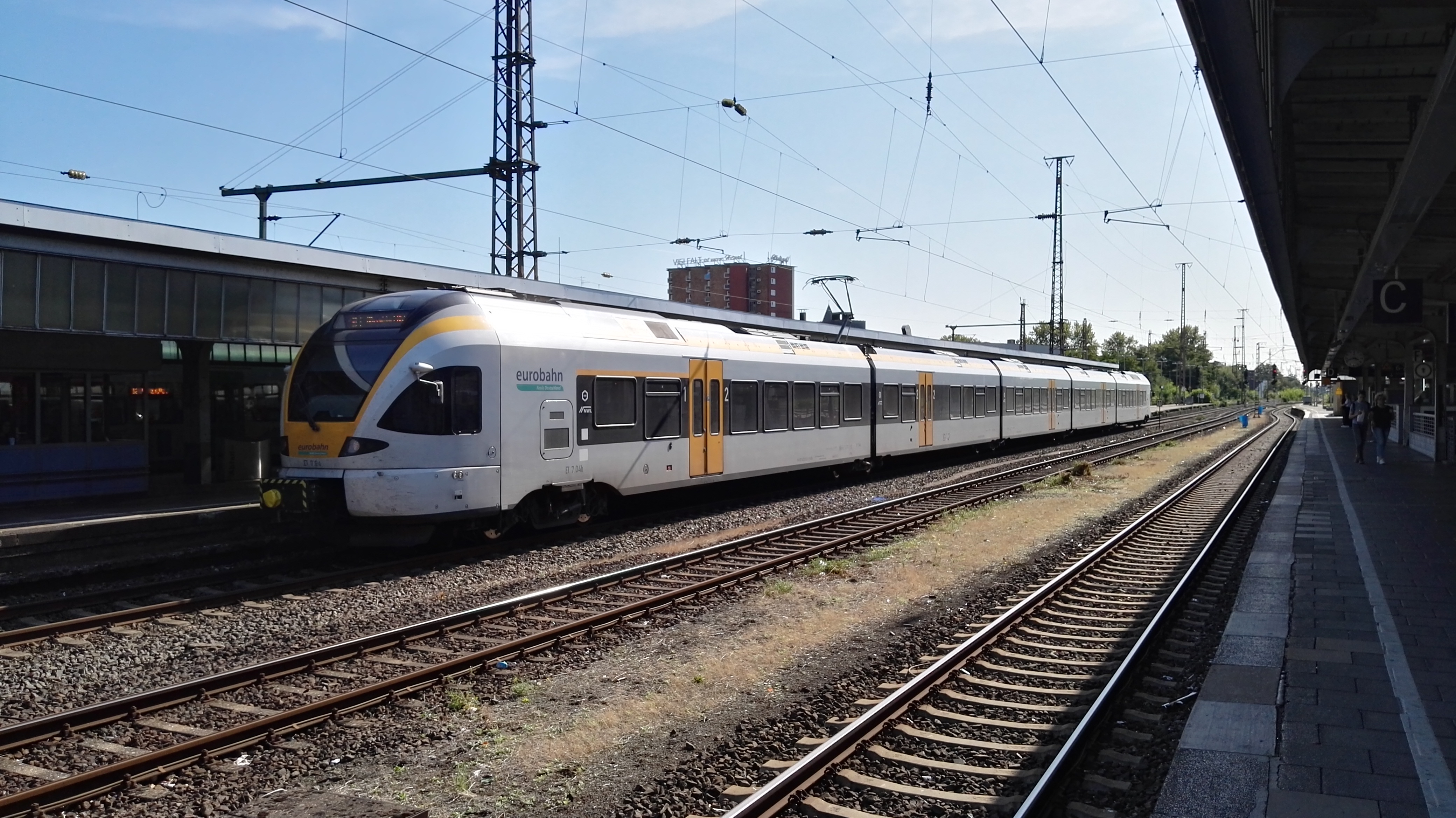
Oberhausen Hauptbahnhof

-0,1: Oberhausen Hbf ·
4,2: Oberhausen-Sterkrade ·
7,7: Oberhausen-Holten ·
13,9: Dinslaken ·
18,8: Voerde (Niederrhein) ·
23,3: Friedrichsfeld (Niederrhein) ·
26,7: Wesel ·
29,3: Wesel-Feldmark ·
31,0: Kanonenberge ·
34,4: Diersfordt ··
39,1: Mehrhoog ·
44,8: Haldern (Rheinl) ·
48,7: Empel-Rees ·
50,4: Millingen (b Rees) ·
54,6: Praest ·
60,8: Emmerich ·
69,6: Elten
0,0: Köln Messe/Deutz ·
4,1: Köln-Buchforst ·
3,8: Köln-Mülheim ·
11,7: Leverkusen Mitte ·
28,5: Düsseldorf-Benrath ·
39,5: Düsseldorf Hbf ·
47,7: Düsseldorf Flughafen ·
49,2: Kalkum ·
63,1: Duisburg Hbf ·
70,7: Oberhausen Hbf ·
75,2: Essen-Frintrop ·
76,0: Essen-Dellwig ·
80,0: Station Essen-Bergeborbeck ·
82,1: Station Essen-Altenessen ·
85,1: Essen-Zollverein Nord ·
89,1: Gelsenkirchen Hbf ·
94,5: Wanne-Eickel Hbf ·
98,4: Herne ·
105,3: Castrop-Rauxel Hbf ·
110,3: Dortmund-Mengede ·
117,0: Dortmund Gbf ·
119,5: Dortmund Hbf ·
121,8: Dortmund Bbf ·
125,4: Dortmund-Scharnhorst ·
126,4: Dortmund-Flughafen ·
129,4: Dortmund-Kurl ·
131,6: Kamen-Methler ·
135,5: Kamen ·
142,0: Nordbögge ·
150,7: Hamm (Westf)
Dortmund Hbf ·
Dortmund-Dorstfeld ·
Dortmund-Wischlingen ·
Dortmund-Huckarde ·
Dortmund-Westerfilde ·
Dortmund-Nette/Östrich ·
Dortmund-Mengede ·
Castrop-Rauxel Hbf ·
Herne
(>> Recklinghausen Süd ·
Recklinghausen Hbf) ·
Wanne-Eickel Hbf ·
Gelsenkirchen Hbf ·
(>> Gelsenkirchen-Rotthausen ·
Essen-Kray Nord ·
Essen Hbf) ·
Essen-Zollverein Nord ·
Essen-Altenessen ·
Essen-Bergeborbeck ·
Essen-Dellwig ·
Oberhausen Hbf · 
Duisburg Hbf